# 1917 (pel·lícula)
1917 és una pel·lícula bèl·lica de l'any 2019, dirigida i produïda per Sam Mendes, qui va escriure el guió amb Krysty Wilson-Cairns. La pel·lícula és protagonitzada per George MacKay, Dean-Charles Chapman, Mark Strong, Andrew Scott, Richard Madden, Claire Duburcq, Colin Firth i Benedict Cumberbatch. Està basada, en part, en una anècdota explicada a Mendes pel seu avi patern, Alfred Mendes. Ha estat doblada i subtitulada al català.
La filmació va tenir lloc a Escòcia i Anglaterra, d'abril a juny de 2019. El director de fotografia Roger Deakins va implementar l'ús de preses llargues perquè tota la pel·lícula es vegi com una sola presa contínua.

## Sinopsi
En l'apogeu de la Primera Guerra Mundial durant la primavera de 1917 al nord de França, dos joves soldats britànics, Schofield i Blake, tenen la missió de lliurar un missatge en mà al 2n Batalló del Regiment de Devonshire, cancel·lant el seu atac planejat contra les forces alemanyes. Els alemanys han fingit retirar-se a la línia Hindenburg i estan preparats per emboscar al batalló de 1.600 homes, el germà de Blake entre ells.
Schofield i Blake creuen la terra de ningú i arriben al front alemany original, trobant les trinxeres abandonades. Les trinxeres resulten estar minades i l'explosió resultant gairebé mata a Schofield; sobreviu gràcies a Blake, que el desenterra de la runa i el treu dels búnquers que s'esfondren.
Els dos arriben a una granja abandonada, on presencien un combat aeri. Un avió alemany s'estavella a la granja, i Schofield i Blake intenten salvar el pilot caigut. No obstant això, el pilot apunyala Blake, ferint-lo letalment. Schofield mata el pilot i consola a Blake mentre mor, abans de continuar amb la missió tot sol. El recull un contingent britànic que passa i el deixa a prop del poble bombardejat d'Écoust-Saint-Mein.
A Écoust, Schofield és atacat per un franctirador alemany. Ell rastreja i mata el franctirador, però és ferit per una bala en el procés, just quan el soldat alemany intentava disparar-li al cap; el seu casc el salva. Després d'unes hores inconscient pel tret, recupera la consciència ja de nit i ensopega amb l'amagatall d'una dona francesa i un nadó, per als que deixa la llet de la granja on havia estat prèviament i alguns dels seus propis subministraments. Continuant amb la seva missió, Schofield escapa d'un soldat alemany llançant-se al riu.
Schofield arriba al segon batalló al matí només per descobrir que l'atac ja ha començat, i que el germà de Blake es troba entre la primera onada a punt d'arribar al cim. Corre pel camp de batalla per aconseguir trobar el comandant del batalló, el coronel Mackenzie, i l'atac es suspèn. Schofield després localitza al germà de Blake, que està il·lès, i li dona la notícia de la mort de Blake. El germà de Blake s'entristeix per la notícia, però agraeix a Schofield els seus esforços, qui s'allunya i s'asseu al costat d'un arbre per descansar després de dur a terme la missió.

## Repartiment
- George MacKay com a soldat Schofield
- Dean-Charles Chapman com a soldat Blake
- Mark Strong com a capità Smith
- Andrew Scott com a tinent Leslie
- Richard Madden com a tinent Blake
- Claire Duburcq com Lauri
- Colin Firth com a general Erinmore
- Benedict Cumberbatch com a coronel Mackenzie
- Daniel Mays com a sergent Sanders
- Adrian Scarborough com a major Hepburn
- Jamie Parker com a tinent Richards
- Michael Jibson com a tinent Hutton
- Richard McCabe com a coronel Collins
- Nabhaan Rizwan com Sepoy
- Michael Cornelius com a soldat Cornelius

## Producció
El juny de 2018 es va anunciar que Amblin Partners havia adquirit el projecte de la pel·lícula, que s'ambientaria durant la Primera Guerra Mundial, amb Sam Mendes com a director i com a autor del guió al costat de Krysty Wilson-Cairns. El setembre de 2018, es va informar que Tom Holland tenia converses per protagonitzar la pel·lícula el setembre de 2018, i a octubre es va donar a conèixer que Roger Deakins es reuniria amb Mendes per treballar com a director de fotografia a la película. George MacKay i Dean- Charles Chapman van entrar en negociacions per protagonitzar la pel·lícula aquest mateix mes. Thomas Newman va ser contractat per compondre la banda sonora de la pel·lícula el març de 2019. Aquest mateix mes, Benedict Cumberbatch, Colin Firth, Mark Strong, Richard Madden, Andrew Scott, Daniel Mays, Adrian Scarborough, Jamie Parker, Nabhaan Rizwan i Claire Duburcq es van unir al ventall de la pel·lícula a principis de 2019.

### Rodatge
El rodatge va començar l'1 d'abril de 2019 i va continuar fins al juny de 2019 a Wiltshire, Hankley Common i Govan, Escòcia, així com en els Estudis Shepperton. La idea de filmar a Salisbury Plain va aixecar polèmica entre alguns conservacionistes, que consideraven que la producció podria pertorbar restes encara per descobrir a la zona, per la qual cosa van sol·licitar que es realitzés una enquesta abans de començar la construcció de trinxeres al terreny.

## Premis principals
Premis Óscar
| Categoria                        | Nominats                                                        | Resultat  |
| -------------------------------- | --------------------------------------------------------------- | --------- |
| Millor pel·lícula                | Sam Mendes, Pippa Harris, Jayne Ann Tenggren i Callum McDougall | Nominat   |
| Millor direcció                  | Sam Mendes                                                      | Nominat   |
| Millor guió original             | Sam Mendes, Krysty Wilson-Cairns                                | Nominat   |
| Millor banda sonora original     | Thomas Newman                                                   | Nominat   |
| Millor cinematografia            | Roger Deakins                                                   | Guanyador |
| Millor so                        | Mark Taylor, Stuart Wilson                                      | Guanyador |
| Millor edició de so              | Oliver Tarney, Rachel Tate                                      | Nominat   |
| Millor disseny de producció      | Dennis Gassner, Lee Sandales                                    | Nominat   |
| Millor maquillatge i perruqueria | Naomi Donne, Tristan Versluis i Rebecca Col·le                  | Nominat   |
| Millor efectes visuals           | Guillaurme Richeron, Greg Butler i Dominic Tuohy                | Guanyador |

Globus d'Or
| Categoria                    | Nominats      | Resultat  |
| ---------------------------- | ------------- | --------- |
| Millor pel·lícula - Drama    | 1917          | Guanyador |
| Millor director              | Sam Mendes    | Guanyador |
| Millor banda sonora original | Thomas Newman | Nominat   |

Premis BAFTA
| Categoria                        | Nominats                      | Resultat  |
| -------------------------------- | ----------------------------- | --------- |
| Millor pel·lícula                | 1917                          | Guanyador |
| Millor pel·lícula britànica      | 1917                          | Guanyador |
| Millor director                  | Sam Mendes                    | Guanyador |
| Millor Banda Sonora              | Thomas Newman                 | Nominat   |
| Millor fotografia                | Roger Deakins                 | Guanyador |
| Millor maquillatge i perruqueria | 1917                          | Nominat   |
| Millor disseny de producció      | Dennis Gassner i Lee Sandales | Guanyador |
| Millor Efectes Visuals           | 1917                          | Guanyador |
| Millor So                        | 1917                          | Guanyador |

Premis de la Crítica Cinematogràfica
| Categoria                   | Nominats                      | Resultat  |
| --------------------------- | ----------------------------- | --------- |
| Millor pel·lícula           | 1917                          | Nominat   |
| Millor director             | Sam Mendes                    | Guanyador |
| Millor pel·lícula d'Acció   | 1917                          | Nominat   |
| Millor Banda Sonora         | Thomas Newman                 | Nominat   |
| Millor disseny de producció | Dennis Gassner i Lee Sandales | Nominat   |
| Millor fotografia           | Roger Deakins                 | Guanyador |
| Millor edició               | Lee Smith                     | Guanyador |
| Millor Efectes Visuals      | 1917                          | Nominat   |

Premis Satellite
| Categoria                   | Nominats                      | Resultat  |
| --------------------------- | ----------------------------- | --------- |
| Millor pel·lícula drama     | 1917                          | Nominat   |
| Millor actor drama          | George MacKay                 | Nominat   |
| Millor director             | Sam Mendes                    | Nominat   |
| Millor Banda Sonora         | Thomas Newman                 | Nominat   |
| Millor disseny de producció | Dennis Gassner i Lee Sandales | Nominat   |
| Millor fotografia           | Roger Deakins                 | Guanyador |
| Millor edició               | Lee Smith                     | Nominat   |
| Millor So                   | 1917                          | Nominat   |

National Board of Review
| Categoria         | Nominats      | Resultat  |
| ----------------- | ------------- | --------- |
| Millor fotografia | Roger Deakins | Guanyador |

| Selecció                                 |
| ---------------------------------------- |
| TOP 10 Millors Pel·lícules de l'any 2019 |

Premis WGA
| Categoria            | Nominats                          | Resultat |
| -------------------- | --------------------------------- | -------- |
| Millor Guió Original | Sam Mendes i Krysty Wilson-Cairns | Nominat  |

American Film Institute (AFI)
| Selecció                                 |
| ---------------------------------------- |
| TOP 10 Millors Pel·lícules de l'any 2019 |

Associació de Crítics de Los Angeles (LAFCA)
| Categoria           | Nominats      | Resultat |
| ------------------- | ------------- | -------- |
| Millor Banda Sonora | Thomas Newman | Nominat  |
| Millor fotografia   | Roger Deakins | Nominat  |

Sindicat de Productors (PGA)
| Categoria         | Nominats | Resultat  |
| ----------------- | -------- | --------- |
| Millor pel·lícula | 1917     | Guanyador |

Associació de Crítics de Chicago
| Categoria                 | Nominats      | Resultat  |
| ------------------------- | ------------- | --------- |
| Millor Banda Sonora       | Thomas Newman | Nominat   |
| Millor fotografia         | Roger Deakins | Guanyador |
| Millor edició             | Lee Smith     | Nominat   |
| Millor Efectes Visuals    | 1917          | Nominat   |
| Millor direcció artística | 1917          | Nominat   |

## Precisió històrica

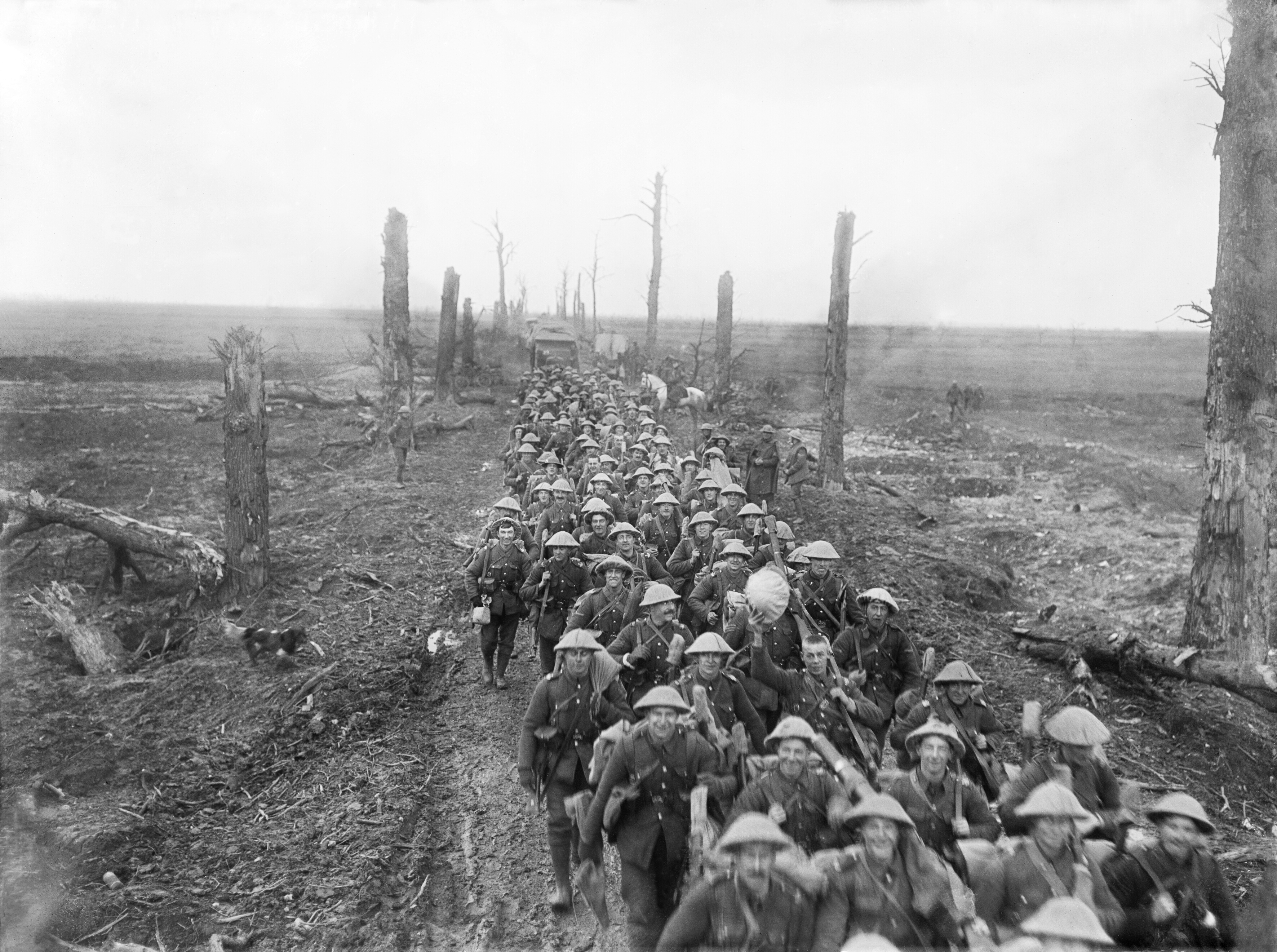
Soldats britànics seguint els alemanys prop de Brie el març de 1917.

La pel·lícula es va inspirar en l'Operació Alberich, una retirada alemanya a noves posicions a la línia Hindenburg, més curta i més fàcil de defensar, que va tenir lloc entre el 9 de febrer i el 20 de març de 1917. Tanmateix, els personatges principals i secundaris semblen ser ficticis.
L'historiador militar Jeremy Banning va escriure: "No tindria sentit, tal com mostra la pel·lícula, tenir alguns batallons a nou milles més enllà de l'antiga línia alemanya i d'altres aparentment desconeixedors de si aquesta línia estava formada […] Pel que fa a l'assalt de la Devons, cap unitat atacaria sense un suport d'artilleria adequat".
Contràriament a la representació de la pel·lícula, el nombre de soldats negres que servien directament a l'Exèrcit britànic era desconegut però insignificant, ja que la població negra a la Gran Bretanya en aquell temps era petita. En canvi, la majoria de les tropes negres que van participar en l'esforç de guerra britànic van servir en els seus propis regiments colonials des d'Àfrica i les Índies Occidentals. Més de 15.000 homes de les Índies Occidentals Britàniques es van allistar a l'exèrcit durant la Primera Guerra Mundial, i el 1915 es van organitzar en el Regiment de les Índies Occidentals Britàniques. El regiment va servir al front de l'Orient Mitjà, incloent la campanya del Sinaí i Palestina i la campanya de Mesopotàmia. Els sikhs indis també haurien servit en els seus propis regiments com a part de l'Exèrcit indi britànic, no com a individus a les files dels regiments i cos britànics. A finals de 1915, les formacions d'infanteria índies havien estat retirades del front occidental i enviades a l'Orient Mitjà.